# اینترپرایز هلدینگ
اینترپرایز هلدینگ (انگلیسی: Enterprise Holdings) شرکت اجاره خودرو آمریکایی است، که در سال ۲۰۰۹ توسط جک سی. تیلور تأسیس شد.